# Rotholzgewächse
Die Rotholzgewächse (Erythroxylaceae) sind eine Pflanzenfamilie in der Ordnung der Malpighienartigen (Malpighiales). 
Bekanntester Vertreter der Familie ist der Cocastrauch (Erythroxylum coca).

## Beschreibung

### Vegetative Merkmale
Diese verholzenden Pflanzen wachsen als kleine Bäume oder Sträucher. 
Die meist gut entwickelten, in Blattstiel und Blattspreite gegliederten Laubblätter sind meist wechselständig und spiralig, seltener gegenständig am Zweig angeordnet. Die einfachen Blattspreiten sind krautig bis häutig mit glatten Blatträndern. Manchmal sind die Zweige auch zusätzlich zweizeilig mit zu Schuppen reduzierten Blätter bedeckt. Nebenblätter sind vorhanden.

### Generative Merkmale

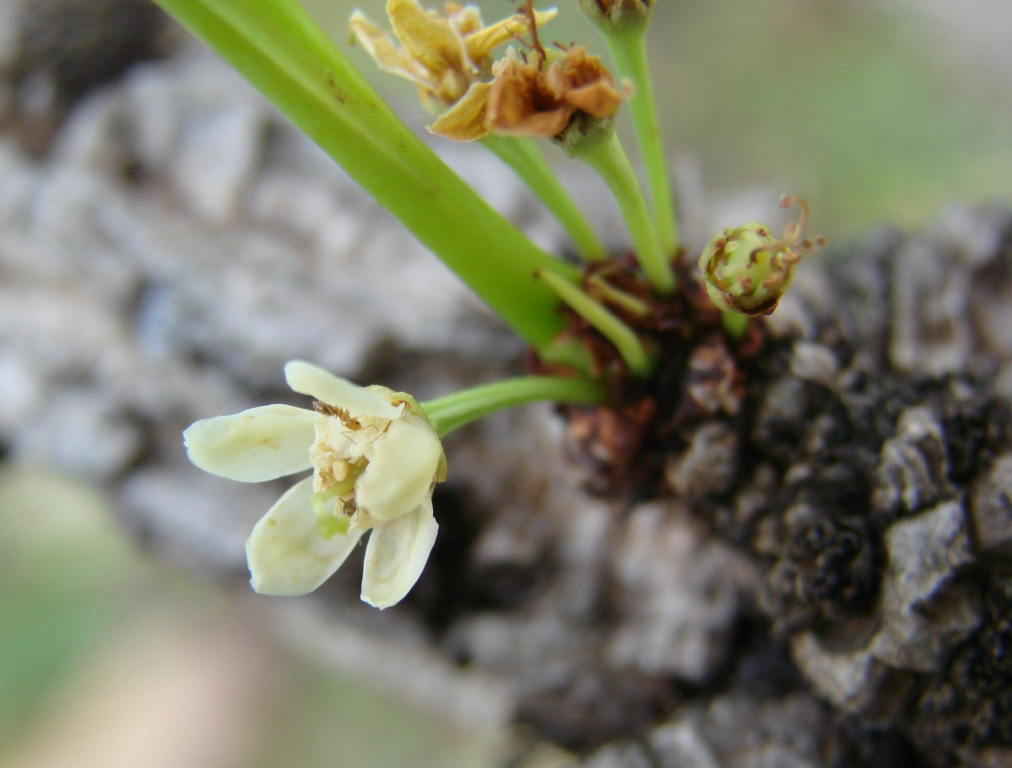
Blüte von Erythroxylum tortuosum

Die Blüten stehen einzeln in den Blattachseln oder zu seitenständigen, bündeligen Blütenständen zusammen. 
Die kleinen, meist zwittrigen Blüten sind radiärsymmetrisch und fünfzählig mit doppelter Blütenhülle (Perianth). Wenige Arten zweihäusig getrenntgeschlechtig (Diözie|diözisch). Die fünf Kelchblätter sind frei oder verwachsen. Die fünf Kronblätter sind frei oder teilweise verwachsen und können Schüppchen (Ligulae) besitzen. Es sind zwei Kreise mit je fünf fertilen Staubblättern vorhanden. Die dreizelligen Pollenkörner besitzen drei Aperturen und sind colporat bis fast zonorat. Drei Fruchtblätter sind zu einem oberständigen (synkarpen), selten zwei- oder meist dreikammerigen Fruchtknoten verwachsen. Jede Fruchtknotenkammer enthält nur eine hängende Samenanlage axilärer oder apikaler Plazentation. Es sind selten zwei, meist drei freie bis an teilweise verwachsene Griffel vorhanden. Es liegt meist Heterostylie vor. 

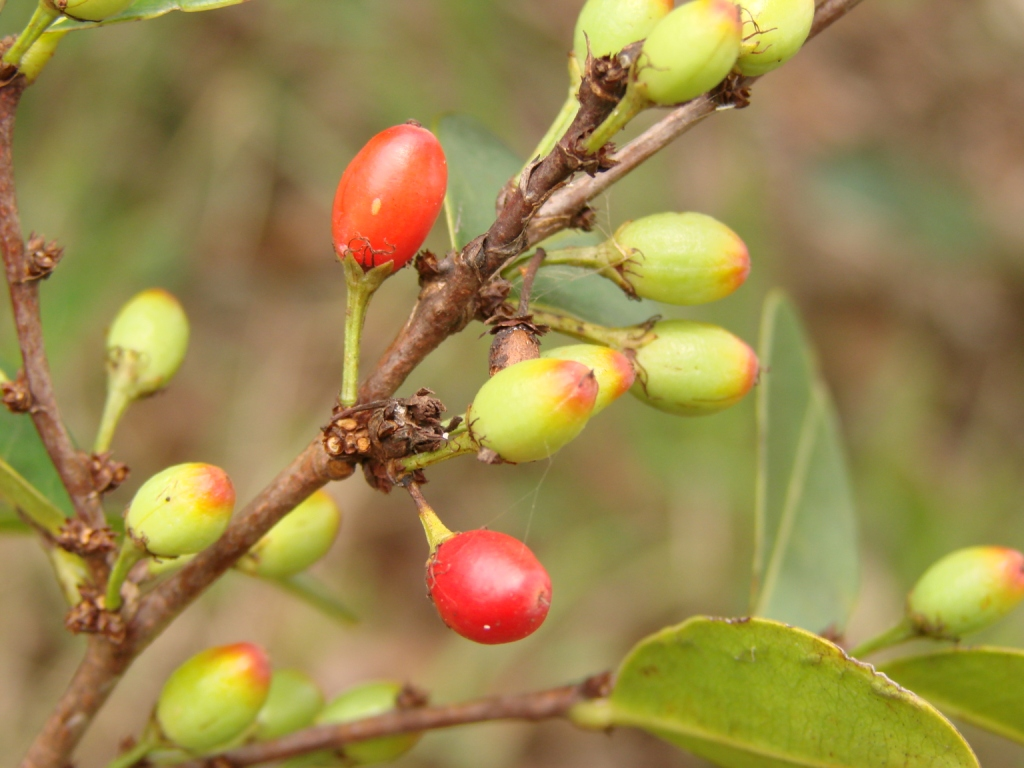
Steinfrüchte von Erythroxylum deciduum

Sie bilden meistens einsamige, fleischige Steinfrüchte an deren Basis noch die Kelchblätter und Staubfäden vorhanden sind. 
Die Chromosomengrundzahl beträgt x = 12.

### Inhaltsstoffe
Es wurden Alkaloide nachgewiesen. An Anthocyanidinen ist Cyanidin und an Flavonoiden Kaempferol und Quercetin vorhanden. Saponine können vorhanden sein. Die Samen enthalten Stärke.

## Verbreitung
Sie haben eine pantropische Verbreitung.
Mit Arealen von den Subtropen bis in die Tropen: Mit etwa 200 Arten haben sie den Schwerpunkt der Artenvielfalt in Südamerika.

## Systematik
Diese Familie wurde 1822 durch Karl Sigismund Kunth in Nova Genera et Species Plantarum, 4. Auflage, 5, S. 175 unter dem Namen „Erythroxyleae“ aufgestellt. Typusgattung ist Erythroxylum P.Browne. Ein Synonym für Erythroxylaceae Kunth ist Nectaropetalaceae (Winkler) Exell & Mendonça.
Innerhalb der Ordnung der Malpighiales sind die Erythroxylaceae mit den Rhizophoraceae am nächsten verwandt. Taxa der ehemaligen Familie Nectaropetalaceae gehören in die Familie der Erythroxylaceae.

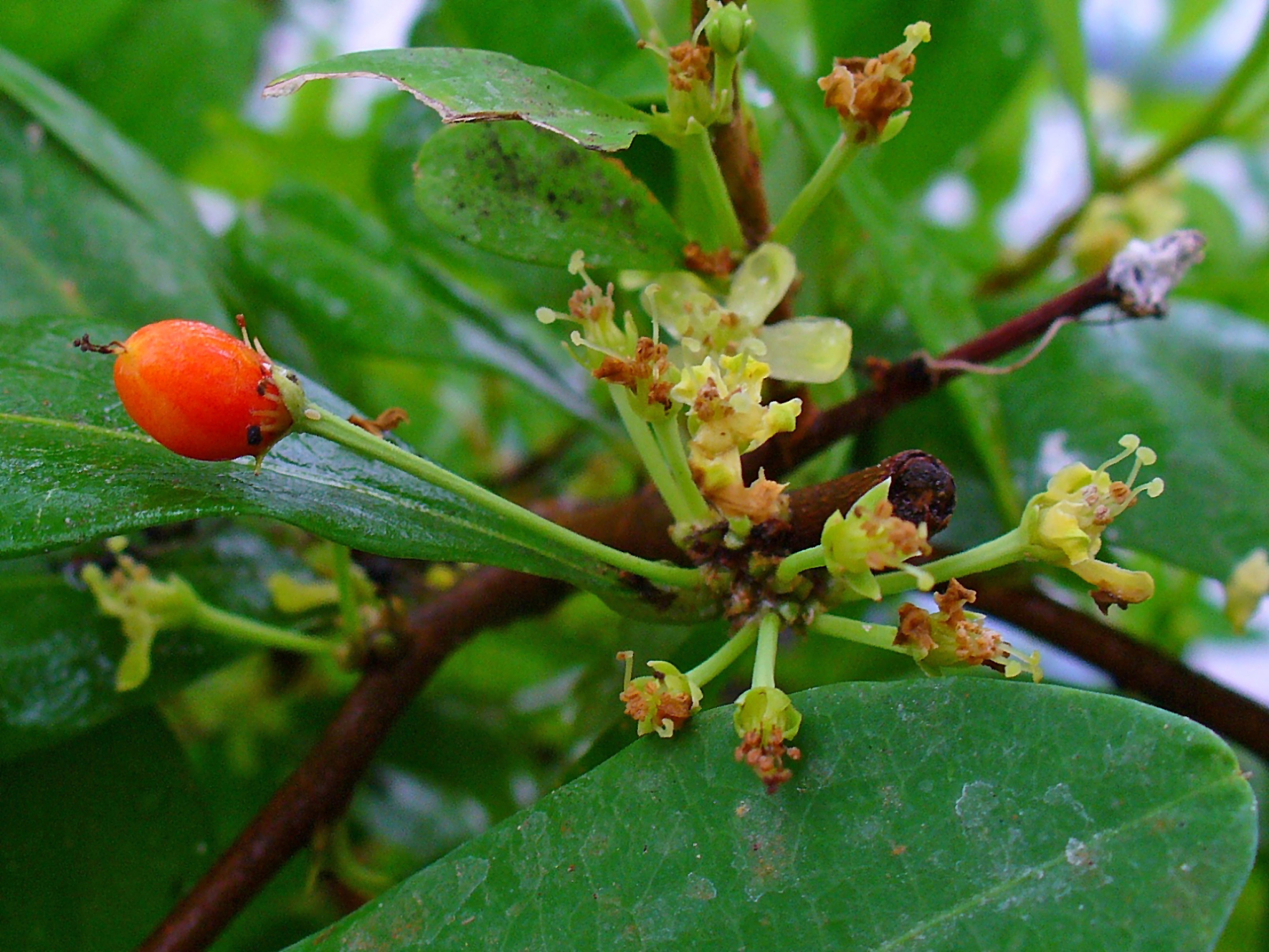
Kokastrauch (Erythroxylum coca)

In der Familie der Rotholzgewächse (Erythroxylaceae) gibt es vier Gattungen mit etwa 300 Arten:
- Erythroxylum P.Browne: Oft sind die Staubfäden der zwei Kreise verschieden lang und an ihrer Basis verwachsen. Einige Arten enthalten milchige Exsudate. Es gibt 230 bis 250 Arten (Auswahl):
  - Cocastrauch (Erythroxylum coca Lam.): Sie kommt ursprünglich in den Anden Südamerikas vor.[2] Zur Gewinnung der Blattdroge Koka und als weiterverarbeitetes Produkt Kokain die Varietäten:
    - Bolivianischer oder Huanuco-Coca (Erythroxylum coca Lam. var. coca)
    - Amazonas-Coca (Erythroxylum coca var. ipadu Plowman)

  - Erythroxylum novogranatense (D.Morris) Hieron.: Zur Gewinnung der Blattdroge Koka und als weiterverarbeitetes Produkt Kokain. Sie kommt in Kolumbien, Ecuador und Peru vor.[2] Mit den Varietäten:
    - Kolumbianischer Coca: Erythroxylum novogranatense var. novogranatense
    - Trujillo-Coca: Erythroxylum novogranatense var. truxillense (Rusby) Plowman

  - Erythroxylum suberosum A.St.-Hil. A.Juss. & Cambess.: Aus Paraguay, Bolivien, Brasilien und Venezuela bis in die Guyanas. Zur Gewinnung von Rotholz.
  - Erythroxylum vacciniifolium Mart.: Zur Gewinnung der Rindendroge Catuaba.
  - Erythroxylum zeylanicum O.E.Schulz: Zur Gewinnung von Tropan-Alkaloiden.
- Aneulophus Benth.: Es gibt etwa zwei Arten, sie weichen in der Morphologie mit schwach zygomorphen Blüten, septicidalen Kapselfrüchten und einem Arillus ab.
- Nectaropetalum Engl. (inklusive Peglera Bolus): Die etwa sechs Arten sind in Afrika verbreitet, zwei davon kommen nur im südlichen Afrika vor
- Pinacopodium Exell & Mendonça: Die etwa zwei Arten sind im tropischen Afrika verbreitet.